# Liste des évêques de Baton Rouge
La liste des évêques de Baton Rouge recense les noms des évêques qui se sont succédé sur le siège épiscopal de Baton Rouge dans l'État de la Louisiane, aux États-Unis depuis la fondation du diocèse de Baton Rouge (Dioecesis Rubribaculensis) le 22 juillet 1961, par détachement de l'archidiocèse de La Nouvelle-Orléans.

## Sont évêques
- 10 août 1961-21 mars 1974 : Robert Tracy (Robert Emmet Tracy)
- 8 août 1974-† 4 septembre 1982 : Joseph Sullivan (Joseph Vincent Sullivan)
- 13 janvier 1983-† 28 novembre 1992 : Stanley Ott (Stanley Joseph Ott)
- 7 septembre 1993-16 février 2001 : Alfred Hughes (Alfred Clifton Hughes)
- 15 décembre 2001-26 juin 2018 : Robert Muench (Robert William Muench)
- depuis le 26 juin 2018: Michael Duca (Michael Gerard Duca)

## Sources
- (en) Fiche du diocèse sur catholic-hierarchy.org